# Strenger-Berg-Straße
De Strenger-Berg-Straße (L352) is een 3,05 kilometer lange Landesstraße (lokale weg) in het district Landeck in de Oostenrijkse deelstaat Tirol. De straat is een zijweg van de Arlberg Ersatzstraße (B316) en voert vanaf Strengen (1012 m.ü.A.) bergop naar Brunnen,
Hof en Blasgen, kernen in deze gemeente op de zogenaamde Strenger Berg. Het beheer van de straat valt onder de Straßenmeisterei Landeck/Zams.
In de deelstaatswet van 8 februari 2006 is het straatverloop van de Strenger-Berg-Straße officieel beschreven als Strengen (B 171 Tiroler Straße) – Strenger Berg/Blasgen Hierbij wordt de Arlberg Ersatzstraße tot de Tiroler Straße (B171) gerekend.